# Scolopsis bilineata
Scolopsis bilineata är en fiskart som först beskrevs av Bloch, 1793.  Scolopsis bilineata ingår i släktet Scolopsis och familjen Nemipteridae. Inga underarter finns listade i Catalogue of Life.